# One’s on the Way
| Оценки критиков          | Оценки критиков |
| Источник                 | Оценка          |
| ------------------------ | --------------- |
| AllMusic                 | [ 1 ]           |
| Christgau's Record Guide | B+              |

One’s on the Way — 19-й студийный альбом американской кантри-певицы Конвея Твитти и Лоретты Линн, выпущенный 6 марта 1972 года на лейбле Decca Records. Продюсером был Оуэн Брэдли.

## История
Релиз диска состоялся 6 марта 1972 года на лейбле Decca Records.
Альбом получил умеренные отзывы музыкальных критиков и интернет-изданий.
В обзоре, опубликованном в номере журнала Billboard от 15 апреля 1972 года, говорится: "Последний LP мисс Линн представляет собой приятное сочетание некоторых хорошо известных и некоторых не очень хорошо известный современный кантри-материал. В своем собственном победном стиле она предлагает «The Morning After Baby Let Me Down» Рэя Гриффа и «I Can’t See Me Without You» Конвея Твитти. Радиопрограммисты должны знать «L-O-V-E, Love» и «It’s Not the Miles I’ve Traveled». Также включен её недавний кантри-хит № 1.
Журнал Cashbox опубликовал обзор в выпуске от 18 марта 1972 года, в котором говорилось: «Новый альбом, основанный на её недавнем хит-сингле, обязательно взойдёт на вершину и останется там надолго. Её чистый и простой стиль и прямой подход к составленному со вкусом материалу сделали её визитной карточкой в кругах кантри-энд-вестерн за последнее десятилетие. И она становится всё лучше и лучше».

## Список композиций
| №  | Название                                | Автор(ы)                          | Дата записи    | Длительность |
| -- | --------------------------------------- | --------------------------------- | -------------- | ------------ |
| 1. | «One's on the Way»                      | Шел Силверстайн                   | 3 августа 1971 | 2:37         |
| 2. | «The Morning After Baby Let Me Down»    | Ray Griff                         | 20 января 1972 | 2:40         |
| 3. | «It'll Feel Good When It Quits Hurtin'» | Roni Rivers Shirley Tackitt       | 20 января 1972 | 2:15         |
| 4. | «Blueberry Hill»                        | Al Lewis Vincent Rose Larry Stock | 18 января 1972 | 2:23         |
| 5. | «Love's on the Loose»                   | Billy Arr                         | 18 января 1972 | 1:50         |
| 6. | «L-O-V-E, Love»                         | Лоретта Линн Maggie Vaughn        | 18 ноября 1968 | 2:48         |

| №  | Название                          | Автор(ы)                     | Дата записи    | Длительность |
| -- | --------------------------------- | ---------------------------- | -------------- | ------------ |
| 1. | «He's All I Got»                  | Gary US Bonds Jerry Williams | 18 января 1972 | 2:37         |
| 2. | «I Can't See Me Without You»      | Conway Twitty                | 20 января 1972 | 2:25         |
| 3. | «It's Not the Miles You Traveled» | Dave Hall Louis Redding      | 19 января 1972 | 2:02         |
| 4. | «Too Wild to Be Tamed»            | Tracey Lee                   | 19 января 1972 | 2:15         |
| 5. | «I'm Losing My Mind»              | Smiley Burnette              | 19 января 1972 | 2:52         |

## Позиции в чартах

### Альбом
| Чарт (1972)                      | Высшая позиция |
| -------------------------------- | -------------- |
| США Hot Country LP’s (Billboard) | 3              |
| США Top LP’s (Billboard)         | 109            |

### Синглы
| Название           | Год  | Высшая позиция | Высшая позиция |
| Название           | Год  | US Country     | CAN Country    |
| ------------------ | ---- | -------------- | -------------- |
| «One’s on the Way» | 1972 | 1              | 1              |